# Channahon (Illinois)
Channahon – wieś w Stanach Zjednoczonych, w stanie Illinois, w hrabstwie Will.